# Öakse
Öakse est une île d'Estonie en mer Baltique.

## Géographie
Située dans le golfe de Soonlepa (en), appartenant à Salinõmme (commune de Pühalepa), elle fait partie de la réserve naturelle des îlots de la région de Hiiumaa et est en forme de croissant. Son littoral est sinueux et la pointe sud-est de l'île est rocheuse. Elle se termine par un ensemble de grands rochers.